# MAN SL 222
Az MAN SL 222 egy autóbusz típus.

## Adatai
- Hosszúság: 11 855 mm
- Szélesség: 2500 mm
- Magasság: 3064 mm
- Tengelytáv: 5725 mm
- Fordulókör átmérője: 21,9 m
- Max. össztömeg: 18 000 kg
- Motor: MAN D0826 LOH 15 6 hengeres soros dízelmotor közvetlen befecskendezéssel, turbófeltöltővel és közbenső hűtővel 220 LE/162 kW/2400/min, 820 Nm/1800/min, 6871 cm³, kompresszió: 17:1, furat*löket: 108*125 mm
- Sebességváltó: ZF S6-85 6+1 fokozatú szinkronizált, olajhűtővel
- Tengelykapcsoló: F&S MFZ 400 azbesztmentes száraz kapcsoló automatikus kopásutánállítóval, hidraulikus működtetővel
- Kormány: ZF 8098 szervókormény, állítható kormányoszlop, 500 mm-es kerékátmérővel
- Első tengely: MAN V9-75 L merev kivitelű, 7,5 tonna terhelhetőség
- Hátsó tengely: MAN AP-H09-1380, terhelhetőség 13 tonna
- Felfüggesztés: Légrugós
- Alváz: U alakú acél főtartók csavarozott kereszttartókkal
- Fékrendszer: Azbesztmentes kétkörös fékrendszer automatikus kopáskompenzációval, elöl hátul dobfék
- Üzemanyagtartály: 300 liter kétfokozatú üzemanyagszűrővel, vízleválasztó előszűrővel szerelt
- Max sebesség: 100 km/h
- Kapaszkodóképesség: 31%
- Ülések: Műanyag ülések kárpitozott kivitelben, vezetőülés hidraulikusan felfüggesztett állítható, 2 pontos biztonsági övvel
- Szigetelés: Tető és oldalfalak hő és hangszigeteltek